# Mimacraea paragora
Mimacraea paragora är en fjärilsart som beskrevs av Hans Rebel 1911. Mimacraea paragora ingår i släktet Mimacraea och familjen juvelvingar. Inga underarter finns listade i Catalogue of Life.